# Супермаховик

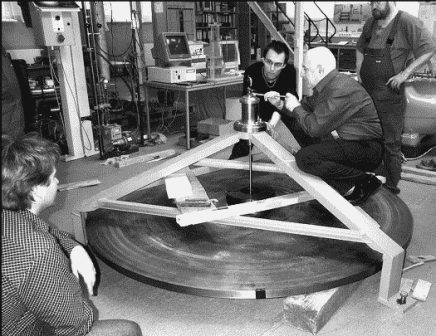
Супермаховик і його винахідник Нурбей Гуліа.

Супермахови́к — один з типів маховика, призначений для накопичення механічної енергії. Маховики як буферні пристрої почали використовуватися ще в часи неоліту, наприклад, у пристрої гончарного кола. У XX маховик зазнав ряд конструктивних змін, що дозволяв йому запасати енергію на значний час. Так, наприклад, в 1950-х роках вакуумовані маховики використовувалися в експериментальному громадському транспорті, зокрема випробовувалися гіробуси.
За рахунок конструктивних особливостей здатний зберігати до 500 Вт·год (1,8 МДж) на кілограм ваги.  Зокрема, в 1964 році радянський інженер Н. В. Гуліа заявив авторські права на одну з конструкцій, якій і дав назву «супермаховик».
Сучасний супермаховик являє собою барабан, виготовлений з композитних матеріалів, наприклад, намотаний з тонких витків сталевої, пластичної стрічки, скловолкна або вуглецевих композитів. За рахунок цього забезпечується висока міцність на розрив. Для зменшення втрат на тертя супермаховик поміщається в вакуумований кожух. Найчастіше використовується магнітний підвіс.
Закінчений вигляд супермаховик приймає тоді, коли він здатний запасати і віддавати енергію. Для цього створюється мотор-генератор, де статором є барабан, а ротором - вісь, навколо якої він обертається. Таким чином, при підключенні в мережу він буде запасати енергію, а при підключенні навантаження - віддавати. ККД цього перетворення досягає 98%.